# Окроян, Окро Мкртичевич
Окро́ Мкрти́чевич Окроя́н (арм. Օքրո Մկրտչի Օքրոյան; 25 июля 1939, Турцх, Грузинская ССР, СССР — 2 мая 2003, Ереван, Армения) — армянский и советский поэт, прозаик, филолог. Писал на русском и армянском языках.

## Биография
Родился 25 июля 1939 года в армянском селе Турцх в Грузинской ССР. Восьмилетнюю школу окончил в Турцхе, десятилетку — в селе Баралети. В 1958—1961 годах служил в Советской Армии. После возвращения работал заведующим клубом в родном селе. В 1962 году поступил на филологический факультет Ереванского педагогического института. С 4-го курса перешёл на биохимический факультет по просьбе односельчан — в школе Турцха не хватало учителя химии. Филологическое образование окончил заочно. После окончания института Окроян работал в средней школе села Турцх учителем армянского языка и литературы, химии, был военруком, завучем, директором школы. В 1998 году Окрояна назначили завотделом народного образования Ахалкалакского района Грузии. Под его началом оказались 1600 учителей, 70 школ, 13 тысяч учащихся. Помимо работы в районном отделе народного образования Окроян ещё и преподавал на экономическом и юридическом факультетах ахалкалакского отделения Ереванского университета и за педагогическую деятельность получил звание профессора. После того как Окрояну исполнилось 50 лет, он поступил в аспирантуру Литературного института им. Абегяна и в 1998 году получил ученую степень кандидата филологических наук за книги «Проза армянских писателей Грузии» и «Беник Сейранян» (о творчестве выдающегося армянского прозаика). И все это время Окроян продолжал писать стихи и прозу, публиковаться в газетах и журналах.
Писать стихи Окроян начал ещё в ранней юности, но первая его книга вышла сравнительно поздно, в 1983 году. (издательство «Мерани», тираж 2000 экз.). В 2000 году она таким же тиражом была переиздана на русском языке. В 1996 году тиражом 1000 экз. вышла книга стихов «Поляна лилий» (на армянском языке). В 90-х годах Окрояна приняли в Союз писателей Армении. Поэт публикуется в выходящем в Грузии на армянском языке альманахе «Комуч» и из своих скромных средств поддерживает это издание. Конец 90-х — начало 2000-х стали для Окрояна очень плодотворным в творческом отношении временем: он пишет много стихов и прозы, начинает выходить его четырёхтомник «Бог есть любовь» (1-й том — в 1998 г., 2-й и 3-й — в 1999-м, 4-й — в 2003-м, уже посмертно, тираж каждого тома составил 2000 экз.). В 2004 году вышел сборник его прозы «Небожитель». В 2006 году в московском издательстве «АСТ-пресс» вышел том лирики Окрояна «Разговор с Богом» в русских переводах Андрея Добрынина.
Окроян сочетал старинную армянскую поэтическую традицию с её торжественностью, возвышенной духовностью и презрением к житейской суете с поэтическими течениями XX века, для которых характерна творческая дерзость, метафоричность и ассоциативность письма.
2 мая 2003 года Окро Окроян ушёл из жизни.

## Личная жизнь
В 1964 году женился на Анне Арутюновне Майтесян, в то время — студентке Брюсовского педагогического института иностранных языков. В этом браке родилось четверо детей — Мкртич (1965), Асмик (1966), Маро (1970), Арутюн (1974), которые теперь живут и работают в России. Мкртич Окроевич Окроян в настоящее время предприниматель и основатель музея ар-деко.